# L'Ange de cristal
L'Ange de cristal, titré Get Dexter 2 hors de France, est un jeu vidéo d'action-aventure en 3D isométrique développé par Rémi Herbulot et Michel Rho et édité par ERE Informatique en 1988 sur Amstrad CPC.
C'est la suite de Crafton et Xunk (1986). 

## Développement
ERE Informatique, qui avait une politique d'auteurs assez forte, a laissé les créateurs entièrement maître du contenu du jeu.